# Одинці (Чернігівський район)
О́динці — село в Україні, у Остерській міській громаді Чернігівського району Чернігівської області. Населення становить 176 осіб. До 2020 орган місцевого самоврядування — Одинцівська сільська рада.

## Історія
У переписній книзі Малоросійського приказу (1666) згадується Одинцов хутор. У ньому були 2 селянські двори: Логинко Кремченко з 2 волами та Івашко Данилов із волом і конем.
Згідно з Генеральним слідством Київського полку 1726 року въ Одинцяхъ Остерської сотні принаймні 8 дворів (1731 року — 22) були військовими вільними, хоч і формально належали до Остерської ратуші.
За даними на 1859 рік у козацькому, казенному й власницькому селі Остерського повіту Чернігівської губернії мешкало 207 осіб (107 чоловічої статі та 100 — жіночої), налічувалось 33 дворових господарств.
1901 мешкало 388 осіб.
За даними податкових списків 1923 року в Одинцях було 112 господарств, у яких мешкали 552 особи. Деревня належала до Остерського району (а не Козелецького) Ніжинської округи Чернігівської губернії. Село мало свою сільраду та школу. До сільської ради також належали Скрипчин, Жадьки (зараз частина Скрипчина), хутір Цилюриков (4 особи) та колективне господарство Папенка (23 особи).
12 червня 2020 року, відповідно до розпорядження Кабінету Міністрів України № 730-р «Про визначення адміністративних центрів та затвердження територій територіальних громад Чернігівської області», увійшло до складу Остерської міської громади.
19 липня 2020 року, в результаті адміністративно - територіальної реформи та ліквідації колишнього Козелецького району, село увійшло до складу новоутвореного Чернігівського району Чернігівської області.

## Політика

### Парламентські вибори, 2019
На позачергових парламентських виборах 2019 року у селі функціонувала окрема виборча дільниця № 740280, розташована у приміщенні клубу.
Результати
- зареєстровано 143 виборці, явка 75,52%, найбільше голосів віддано за «Слугу народу» — 27,78%, за Всеукраїнське об'єднання «Батьківщина» — 14,81%, за Радикальну партію Олега Ляшка — 11,11%[8]. В одномандатному окрузі найбільше голосів отримав Борис Приходько (самовисування) — 35,24%, за Сергія Коровченка (самовисування) — 27,62%, за Олега Дмитренка (самовисування) — 10,48%[9].

## Населення

### Мова
Розподіл населення за рідною мовою за даними перепису 2001 року:
| Мова       | Кількість | Відсоток |
| ---------- | --------- | -------- |
| українська | 266       | 99.25%   |
| російська  | 2         | 0.75%    |
| Усього     | 268       | 100%     |

## Пам'ятки
- Братська могила 5 радянських воїнів[d], які загинули при звільненні села у вересні 1943р. і пам'ятний знак на честь воїнів-односельчан, які загинули в 1941-45рр.;
- Братська могила Я.Г. Отрох, С.І. Лоза[d] – учасників боротьби за Радянську владу та ін., розстріляних петлюрівцями в 1918р.;
- Могила О.С. Ячника[d] – 1-го голови колегії комісарів Остерщини, обраного на І-му з'їзді Рад в 1918р., розстріляного петлюрівцями в 1918р.;
- Могила[d] Героя Соціалістичної Праці Г.Є. Орел;
- Могила[d] радянського воїна Н.С. Здрилька;

## Відомі уродженці
- Кравченко Станіслав Іванович — суддя, голова Касаційного кримінального суду у складі Верховного Суду України.